# Rudolf Lindenmann
Rudolf Lindenmann (* 24. April 1808 in Fahrwangen; † 4. Dezember 1871 in Köthen (Anhalt); heimatberechtigt in Fahrwangen) war ein Schweizer Politiker und Richter. Von 1841 bis 1851 war er Regierungsrat des Kantons Aargau.

## Biografie
Der Sohn des gleichnamigen Vaters, Gemeinderat von Fahrwangen und der Johanna, geborene Fischer besuchte die Gewerbeschule in Brugg und die Kantonsschule in Aarau. Anschliessend studierte er Recht an den Universitäten Basel und Jena. In den Wirren der Basler Kantonstrennung stellte er sich auf die Seite der aufständischen Landbevölkerung und gehörte deren Kriegsrat an. 1833 erhielt er die Zulassung als Rechtsanwalt, ein Jahr lang war er Bezirksrichter und Schulinspektor in Lenzburg. 1834 folgte die Wahl in den Grossen Rat, dem er auf Seiten der Liberalen bis 1852 und erneut von 1856 bis 1862 angehörte. Von 1842 bis 1851 oder 1852 war er Präsident der Aargauischen Landwirtschaftlichen Gesellschaft.
Ab 1835 war Lindenmann im Auftrag der Kantonsregierung als Gutsverwalter des Klosters Muri tätig. Nachdem die Regierung am 9. Januar 1841 die Verhaftung der Mitglieder des katholisch-konservativen Bünzer Komitees angeordnet hatte, wurde er von einer aufgebrachten Menge festgehalten und bewusstlos geprügelt. Lindenmann erholte sich rasch wieder und vollzog die am 13. Januar vom Grossen Rat beschlossene Aufhebung des Klosters (siehe Aargauer Klosterstreit). Vier Monate später wählte ihn der Grosse Rat in die Regierung, der er zehn Jahre lang angehörte. Ab 1852 arbeitete er als Postdirektor in Aarau und setzte sich für den Ausbau des Telegraphennetzes ein. Auch den Eisenbahnbau förderte er, doch sein Projekt einer Bözbergbahn wurde zu seinen Lebzeiten nicht verwirklicht.
Aufgrund einer Intrige von Fuhrhaltern und politischen Gegnern wurde Lindenmann 1858 nicht mehr als Postdirektor bestätigt, worauf er in Bünzen einen Landwirtschaftsbetrieb mit Mühle und mechanischer Werkstätte betrieb. Betrügerische Angestellte trieben ihn 1863 in den finanziellen Ruin; daraufhin zog er nach Köthen, wo er eine Stelle als Sekretär einer homöopathischen Anstalt erhielt.